# Massacro di Lingiades
Il massacro di Lingiades fu un crimine di guerra perpetrato dalle truppe naziste della 1. Gebirgs-Division in Grecia, il 3 ottobre 1943, ai danni della popolazione del villaggio di Lingiades (Λιγκιάδες). Il villaggio, situato nei pressi di Giannina, venne arbitrariamente scelto come bersaglio per un atto di rappresaglia compiuto in seguito all'uccisione di un ufficiale tedesco da parte della resistenza greca. Gran parte delle vittime furono bambini, donne e anziani.

## Antefatto
Durante la Seconda guerra mondiale erano attivi nell'Epiro gruppi della resistenza greca. Il 1 ottobre 1943 un'unità dell'EDES tese un'imboscata ad un convoglio tedesco nei pressi di Prevesa. Nel corso della sparatoria il tenente colonnello Josef Salminger, comandante del 98. Gebirgsjäger-Regiment, perse la vita per mano dei partigiani greci. Salminger, fervente nazista, era noto per i suoi attacchi condotti contro i civili, come il massacro di Kommeno, nel quale persero la vita 317 dei suoi abitanti.
La morte di Salminger spinse il generale Hubert Lanz, comandante della 1. Gebirgs-Division, a ordinare rappresaglie entro un raggio di 20 chilometri dal luogo dell'imboscata. Il villaggio di Lingiades non aveva, secondo l'intelligence tedesca, alcun legame con le attività resistenza; potrebbe essere dunque stato scelto come bersaglio a causa della sua visibilità da Giannina, per infondere terrore nella popolazione locale. Il piccolo villaggio si trova infatti su una montagna a circa 13 chilometri a nordovest di Giannina, ad un'altitudine di 940 metri superiore a quest'ultima.

## L'attacco
Il 3 ottobre 1943 alcuni membri del 79. Gebirgsjäger-Feldersatz-Bataillon, sotto il comando del maggiore Hans Mayr, giunsero a Lingiades. Dei 287 abitanti, la maggior parte degli adulti si trovavano presso il vicino villaggio di Karies per la raccolta delle noci. Gli abitanti che non riuscirono a fuggire vennero trascinati dai soldati tedeschi nella piazza centrale. Dopo aver saccheggiato le abitazioni, le truppe tedesche divisero la popolazione in piccoli gruppi, che vennero condotti nelle cantine delle case, dove vennero uccisi a colpi di mitragliatrice. Tutti gli edifici vennero poi dati alle fiamme, eccezion fatta per la chiesa e la scuola. Delle 92 vittime la maggior parte erano bambini, donne e anziani; 32 di esse avevano età comprese tra i sei mesi e gli 11 anni. Soltanto cinque degli abitanti coinvolti, due adulti e tre bambini, riuscirono a salvarsi, fingendosi morti in mezzo ai cadaveri e fuggendo attraverso i camini degli edifici in fiamme.

## Indagini
Nessuno è mai stato dichiarato colpevole per le atrocità commesse a Lingiades.

## Memoria
Il 7 marzo 2014 il presidente tedesco Joachim Gauck visitò Lingiades insieme al presidente greco Karolos Papoulias; fu la prima volta che un ufficiale tedesco visitò luogo dell'accaduto. Egli espresse le sue scuse per le atrocità commesse dalla Wehrmacht con queste parole: "Con vergogna e dolore chiedo, nel nome della Germania, perdono alle famiglie delle vittime ... Mi inchino dinanzi alle vittime per questo crimine mostruoso".